# عوني عبد الرؤوف
عوني عبد الرؤوف (1 سبتمبر 1929 - 29 مايو 2020) هو أستاذ جامعي ومترجم مصري، والمدير العربي السابق للمدرسة الألمانية الإنجيلية بالقاهرة، والعميد السابق لكلية الألسن جامعة عين شمس. والرئيس الشرفي للنقابة العامة لاتحاد كتاب مصر. ولد في القاهرة في 1 سبتمبر 1929، وتوفي في 29 مايو 2020.

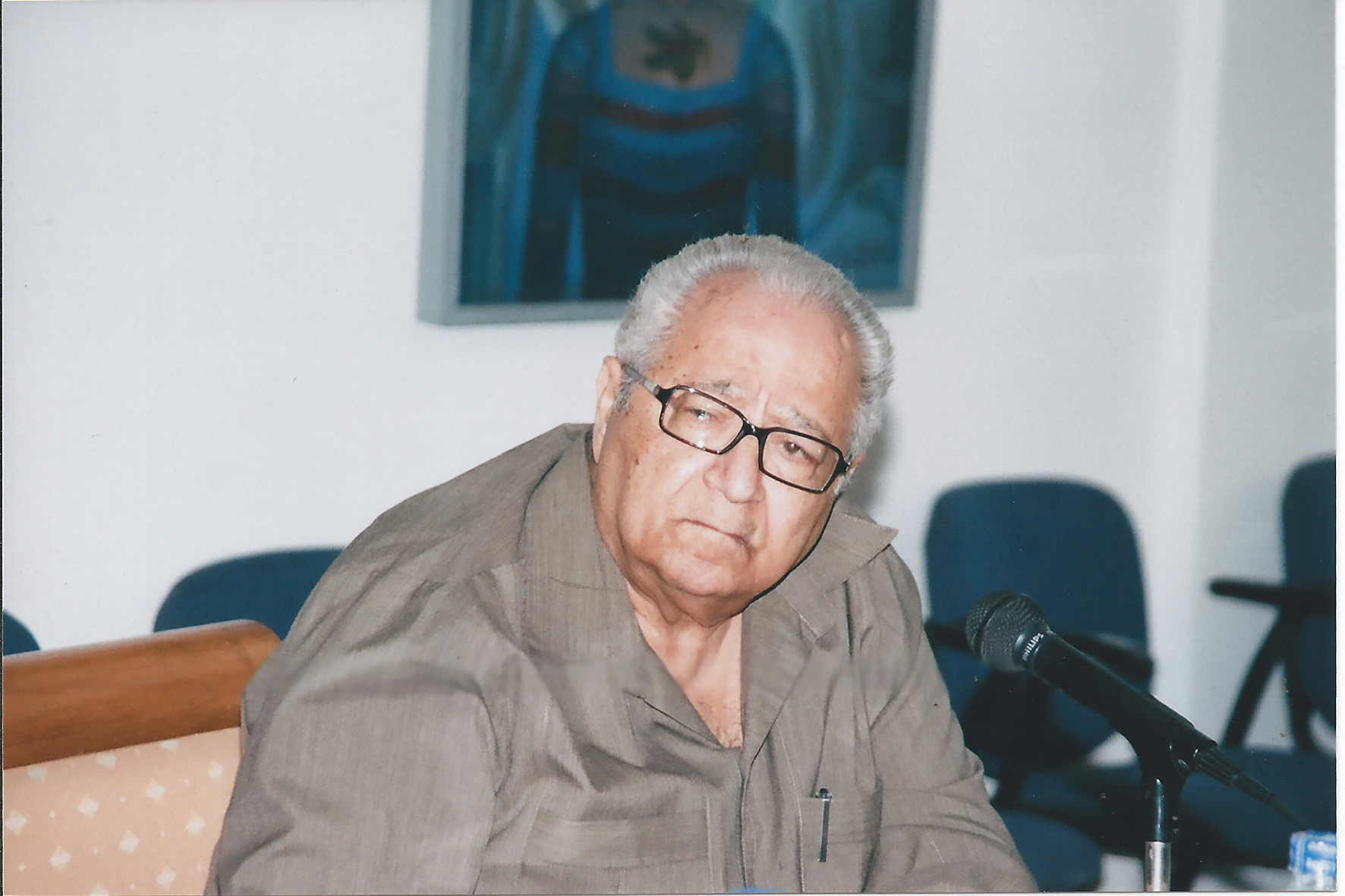

## التكوين العلمي والمؤهلات

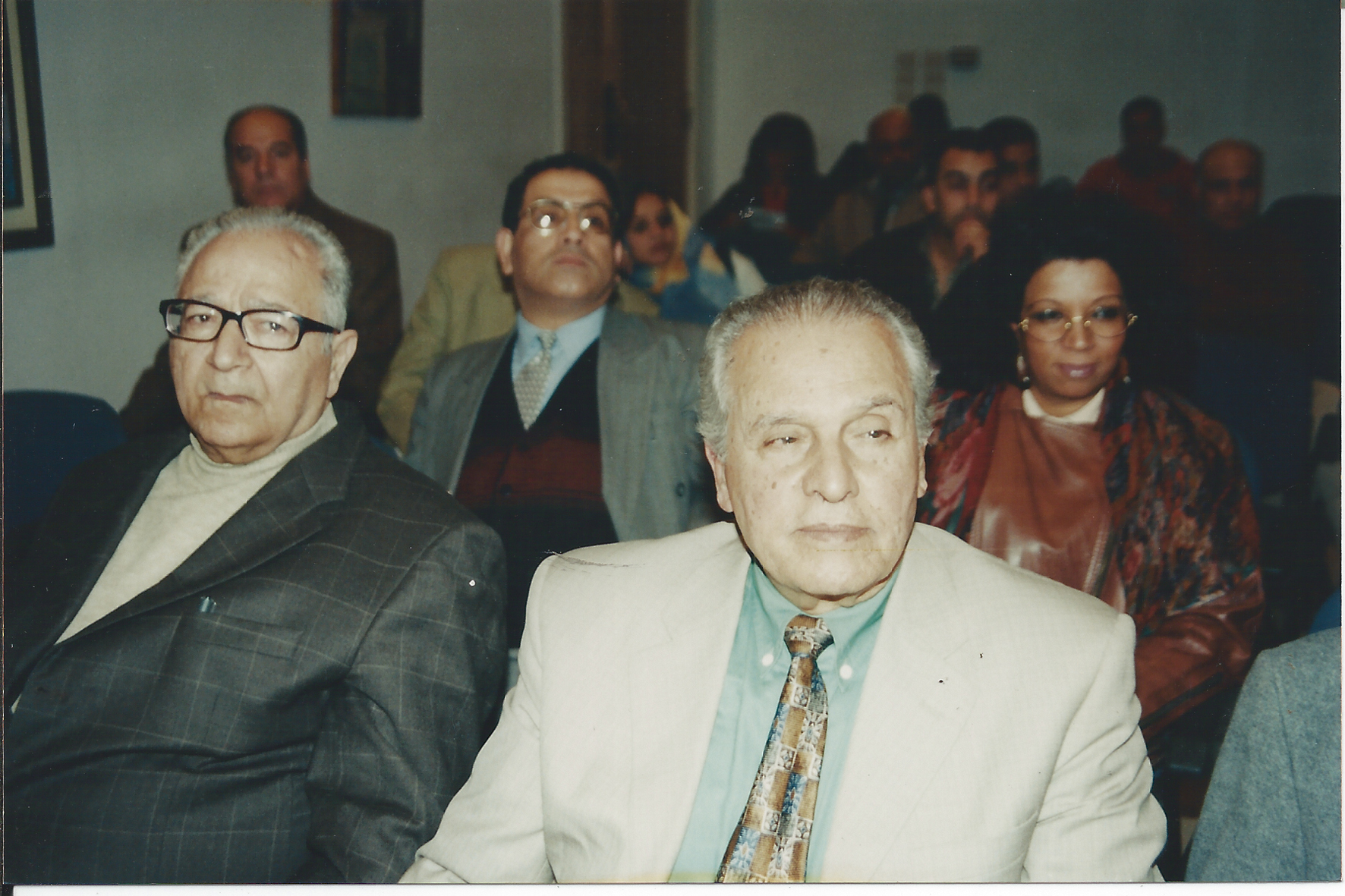

- ليسانس آداب قسم اللغة العربية جامعة القاهرة عام 1951م.
- دبلوم معهد الدراسات الشرقية (فرع اللهجات العربية) جامعة القاهرة 1954م (وهو يعادل الماجستير).
- تقدم بمشروع للحصول على الدكتوراة بإشراف د. فؤاد حسانين 1955م.
- حصل على منح لدراسة اللغة الألمانية من مؤسسة التبادل العلمي الألمانية 1955م.
- التحق في أكتوبر 1956م بقسم الدراسات السامية بجامعة ميونخ، واختار موضوعا آخر للدكتوراه (غير الذي كان يعدّ له في مصر) بإشراف بروفسير شبيتالر، لكنه اضطر للعودة إلى مصر بعد عامين 1958م، قبل استكمال رسالته.
- حصل على بعثة إلى ألمانيا 1960م من مدرسة الألسن لمدة عامين للحصول على دبلوم في اللغة الألمانية، فالتحق بجامعة جوتنجن بقسم اللغة الألمانية عند الأستاذ شونه، كما التحق بقسم اللغات السامية لدى الأستاذ ألبرت ديتريش، والتحق بقسم الدراسات الإسلامية الشرقية لدراسة الفارسية وآدابها وبقسم الآشوريات لدراسة الأكدية وآدابها.
- حصل على دكتوراة الفلسفة في اللغات السامية من كلية الفلسفة بجامعة جوتنجن 1965م بإشراف الأستاذ الدكتور ألبرت ديتريش، وكان موضوع رسالته (كتاب القوافي لأبي علي التنوخي... تحقيق ودراسة).[3]

## الوظائف الجامعية

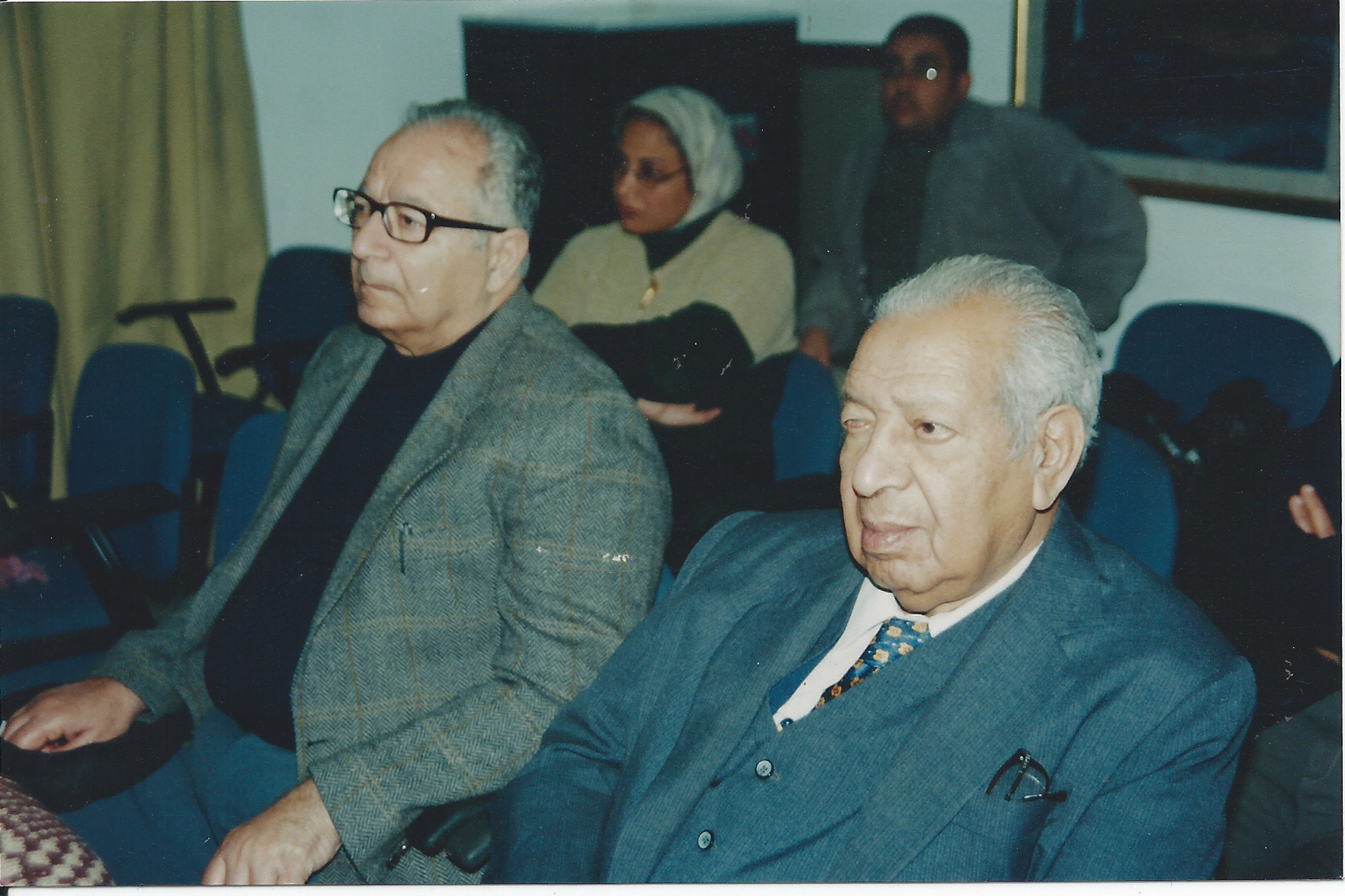

- مدرس بقسم اللغة الألمانية بمدرسة الألسن 1966م.
- أستاذ مساعد بقسم اللغة الألمانية 1971م.
- انتقل إلى قسم اللغة العربية عند تأسيسه عام 1975م.
- أستاذ بقسم اللغة العربية بكلية الألسن جامعة عين شمس1976م.
- وكيل الألسن لشؤون الدراسات العليا والبحوث (1981م-1987م).
- عميد كلية الألسن (1987م-1989م).
- رئيس وحدة تعليم اللغة العربية بغرفة رفاعة بكلية الألسن (1987م - 1989م).
- أستاذ متفرغ بقسم اللغة العربية كلية الألسن 1989م حتى 2012م.
- رئيس مجلس قسم اللغة العربية (1989/11/16م - 1990/8/31م).
- رئيس مجلس قسم اللغات السامية (1989/6/4م - 1995/10/26م) (2006/11/26م حتى 2008م).
- قائم بأعمال رئيس مجلس قسم اللغات الإفريقية اعتبارا من نوفمبر 2011م.
- وظائف أخرى: مدرس ثم المدير العربي للمدرسة الألمانية الإنجيلية الثانوية (1953م - 1994م).[4]

## عضوية الهيئات والمجالس واللجان

### عضوية سابقة

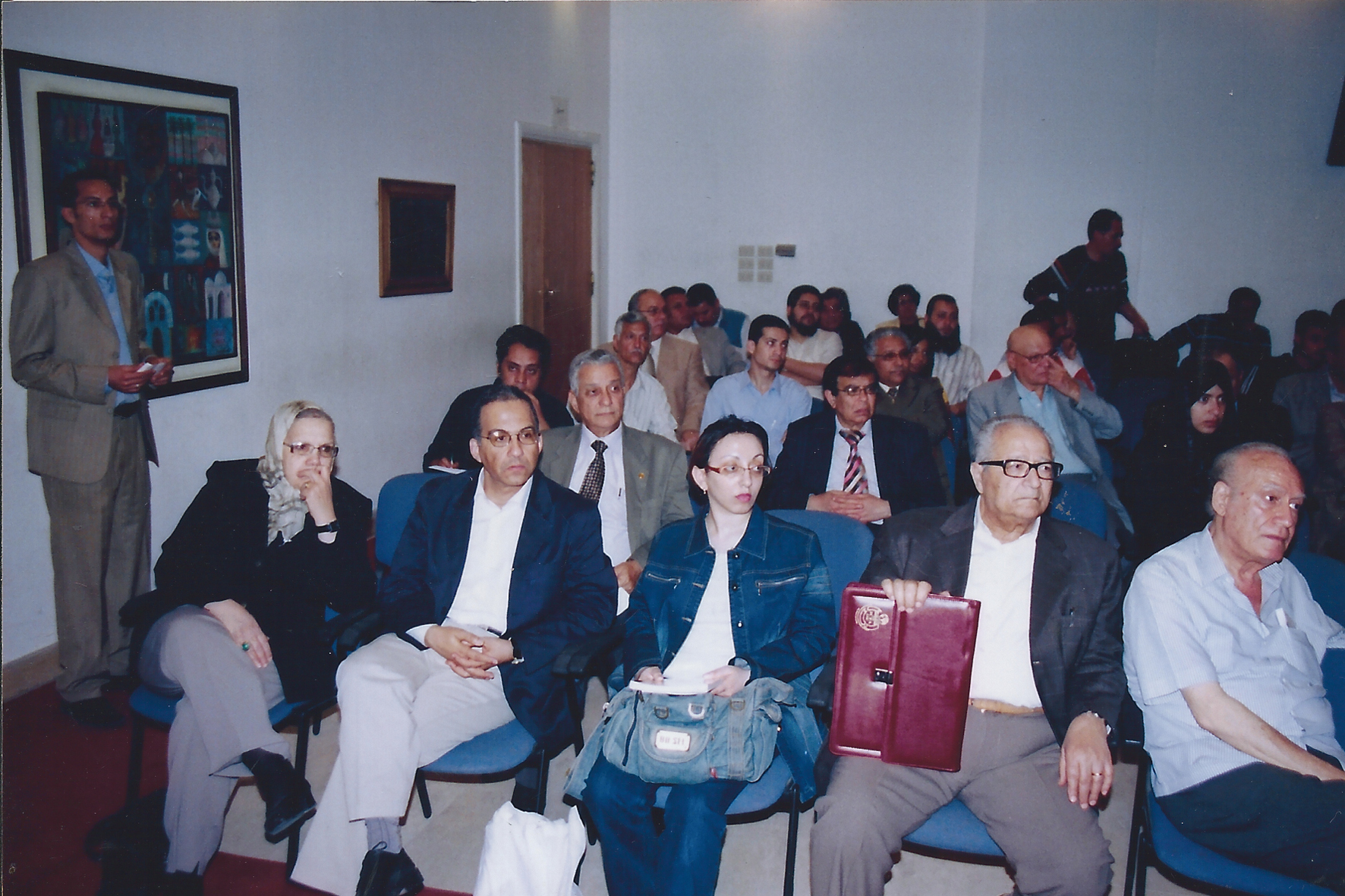
الدكتور عوني في إحدى اجتماعات المجلس الأعلى للثقافة

- عضو لجنة الترجمة بالمجلس الأعلى للثقافة (1965م- 1968م).
- عضو فمقرر اللجنة الدائمة لترقية الأساتذة المساعدين للغة العربية.
- عضو فمقرر اللجنة الدائمة لترقية الأساتذة للغة العربية.
- عضو لجنة الحفاظ على اللغة العربية بين الأجيال المصرية في الخارج (وزارة شؤون الهجرة والمصريين بالخارج) 1986 م.
- أمين اللجنة الدائمة لترقية الأساتذة والأساتذة المساعدين للغة الألمانية.
- عضو قناة علمية مشتركة مع أ.د / فولفديتريش فيشر بجامعة إيرلانجن / نيرنبرج بألمانيا (1980 م - 1996م).
- عضو اللجنة الدائمة لتطوير مناهج اللغة العربية بوزارة التربية والتعليم (1989م - 1993م).
- عضو اللجنة العلمية لمركز تحقيق التراث (2000م - 2004م).
- عضو لجنة قطاع الآداب بالمجلس الأعلى للجامعات (2006م - 2007م).[5]

### عضوية حالية
- عضو جمعية المستشرقين الألمان.
- عضو جمعية الكتاب العلمي.
- عضو الجمعية اللغوية المصرية.
- عضو الجمعية الأدبية المصرية.

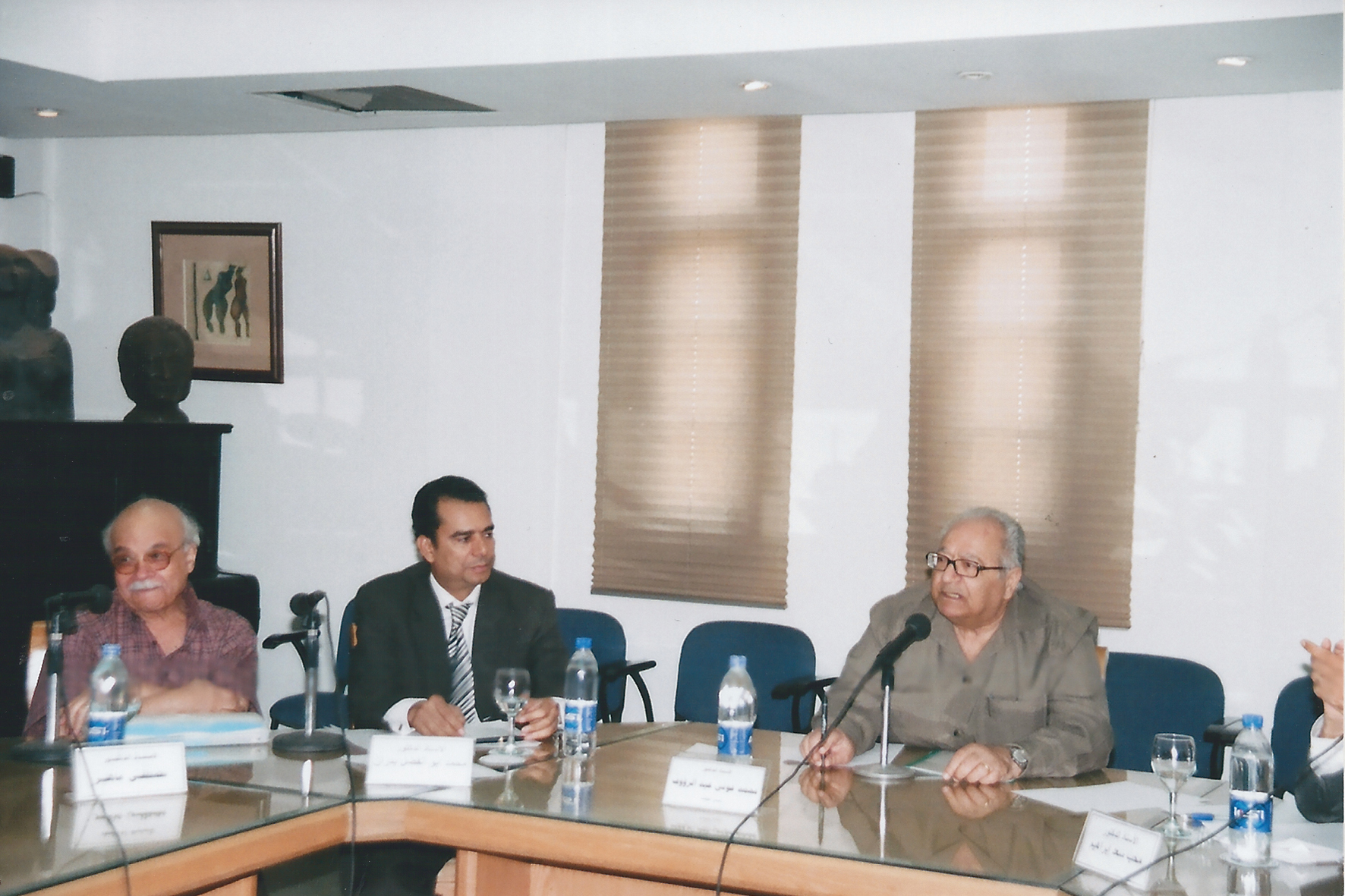
أ.د / عوني عبد الرءوف يجلس عن يمينه الدكتور محمد أبو الفضل بدران ثم الدكتور مصطفى ماهر

- عضو لجنة الدراسات الأدبية واللغوية بالمجلس الأعلى للثقافة (1968م - حتى الآن).
- عضو المجالس القومية المتخصصة، المجلس القومي للتعليم (شعبة التعليم العام، وشعبة التعليم الجامعي)من 1994 م حتى الآن.
- عضو اتحاد الكتَّاب المصري.
- عضو الهيئة الاستشارية للمركز القومي للترجمة.
- مقرر لجنة قطاع الآداب العليا لفحص بيانات المتقدمين لقوائم المحكمين وعضوية اللجان العلمية العاشرة (2008م - 2011م) بالمجلس الأعلى للجامعات.[6]

## الاتصالات العلمية
- الاتصال بالمستشرقين الألمان وبعض المستشرقين الإنجليز والفرنسيين.
- الاتصال بالمراكز الثقافية التابعة للدول الغربية (المركز الثقافي النمساوي، والمركز الثقافي الألماني، ومعهد جوتة)

العمل أستاذا زائرا
- عمل بالجامعة الأمريكية بالقاهرة لطلاب أمريكيين
- وبمعهد إعداد خبراء لتدريس اللغة العربية لغير الناطقين بها بالخرطوم 1977م
- وبالجامعة العربية ببيروت عام 1979 م
- وبجامعة بكين بالصين الشعبية عام 1989م
- وبجامعة فيينا بالنمسا عام 1984م
- وبجامعة صنعاء أعوام (1987م - 1989م - 1999م)
- وبجامعة جوتنجن (محاضرا) وبجامعة إيرلانجن / نيرنبرج (زائرا)

في مجال تعليم اللغة العربية للأجانب:
- الإشراف على تعليم اللغة العربية للأجانب بكلية الألسن.
- إقامة حلقات دراسية مكثفة لتعليم اللغة العربية للطلبة الألمان القادمين إلى كلية الألسن وفقا لإتفاقية الإخاء بين جامعتي عين شمس وإيرلانجن / نيرنبرج لمدة ستة عشر عاما.[7]

## مؤتمرات بالخارج
- مؤتمر تعليم اللغات الإفريقية بالجامعات الإفريقية. لاجوس بنيجيريا (20-24 /7/ 1981) م.
- المؤتمر الدولي للذكرى المئوية لميلاد طه حسين

أقامه المعهد المصري للدراسات الإسلامية / غرناطة (5-10 /3 /1990)م
بدراسة عنوانها:(من صور الاستشراق الألماني).
- مؤتمر ألمانيا والعالم العربي الذي أقامته جامعة الإمارات العربية المتحدة، كلية العلوم الإنسانية والاجتماعية (29 - 30 / 10 / 2001)م

بدراسة عنوانها: (المستشرقون الألمان والتراث العربي).
- مؤتمر: منارات من منجزات الحضارة العربية الإسلامية

نظمته المنظمة العربية للتربية والثقافة والعلوم، وجمعية الدعوة الإسلامية العالمية (باريس 17 - 18 / 5 / 2005)م
بدراسة عنوانها: (رؤية الإبداع الحضاري العربي من منظور الاستشراق الألماني).
- مؤتمر بجامعة جوتنجن بألمانيا عن (الإسلام ماضيه وحاضره)عام 2011م.

## مشروعات ولوائح جامعية
- وضع لائحة كلية الإعلام والألسن لجامعة مصر الدولية عام 1993م.
- مشروع تطوير مركز اللغات بجامعة صنعاء بالاشتراك مع أ.د / عز الدين إسماعيل. وضع الائحة (يناير _ فبراير 1997)م.
- مشروع الجمع اللغوي بمثلث حلايب وشلاتين وأبو رماد. الرحلة الأولى (24 / 3 - 2 / 4 عام 1997 م والرحلة الثانية 1998م.
- وضع لائحة قسم اللغات الشرقية (لغة فارسية) واللغة العبرية بجامعة اليرموك بالأردن عام 1999م.
- المشاركة في وضع الائحة الجديدة لكلية الألسن جامعة عين شمس لمرحلتي الليسانس والدراسات العليا 2005م.
- اقتراح إصدار سلسلة«ذخائر التراث العربي من تحقيق المستشرقين» عن مركز تحقيق التراث بدار الكتب المصرية...صدر منها ديوانا: عبيد بن الأبرص، وعامربن الطفيل، وصدر الفهرست لابن الندييم عن هيئة قصور الثقافة، كما صدر تاريخ الحكماء للقفطي عن مكتبة الآداب.[9]

## الجوائز
- جائزة فريدرش ريكارت من ألمانيا 1986 م
- شهادة تقدير من المدرسة الألمانية الإنجيلية 1994 م
- جائزة جامعة عين شمس التقديرية 2000 م
- جائزة اتحاد الكتاب المصري في مجال دراسات الاستشراق وشهادة تقدير2003م.[10]

## الأعمال العلمية

### الكتب
- التأليف :

1- قواعد اللغة العبرية.
الطبعة الأولى: مطبعة جامعة عين شمس 1969 م.
الطبعة الثانية: مزيدة ومنقحة، مكتبة الآداب، القاهرة، 2006 م. (راجع النصوص العبرية، وأضاف تدريبات العبرية الحديثة د. منصور عبد الوهاب منصور).
2- فردريش ريكرت.. عاشق الأدب العربي .
الطبعة الأولى: دار العرب للبستاني، القاهرة، 1974 م.
الطبعة الثانية: مزيدة ومنقحة، مكتبة الآداب، القاهرة، 2006 م.
3- بدايات الشعر العربي بين الكم والكيف .
الطبعة الأولى: مكتبة الخانجي، القاهرة، 1976 م.
الطبعة الثانية: مزيدة ومنقحة، مكتبة الآداب القاهرة 2005 م.
4- القافية والأصوات اللغوية 
الطبعة الأولى: مكتبة الخانجي، القاهرة، 1977 م.
الطبعة الثانية: الأكاديمية الحديثة للكتاب الجامعي، القاهرة، 2004 م.
5- جهود المستشرقين في التراث العربي بين التحقيق والترجمة .
د. محمد عوني عبد الرءوف، أعدته للنشر وقدمت له: د. إيمان السعيد جلال، المجلس الأعلى للثقافة، القاهرة، 2004 م.
6- جهود المستشرقين في التراث العربي بين التحقيق والترجمة. (الجزء الثاني).
د. محمد عوني عبد الرءوف، د. إيمان السعيد جلال، مكتبة الآداب، القاهرة، 2006 م.
7- تاريخ الترجمة العربية بين الشرق العربي والغرب الأوربي.
مكتبة الآداب، القاهرة، 2008 م.
- التحقيق

1. كتاب (القوافي) لأبي يعلى التنوخي.

الطبعة الأولى: مكتبة الخانجي، القاهرة، 1975 م.
الطبعة الثانية: مركز تحقيق التراث، دار الكتب والوثائق القومية، القاهرة، 2003 م.
الطبعة الثالثة: الأكاديمية الحديثة للكتاب الجامعي، القاهرة، 2009 م.
2. كتاب (الأمم السامية) للدكتور حامد عبد القادر.
مراجعة وتحقيق د. عوني عبد الرءوف، القاهرة، 1984 م.
3- 5. شرح كتاب سيبويه لأبي سعيد السيرافي 
تحقيق الجزء الخامس: 2003 م.
تحقيق الجزء السادس: 2004 م.
مراجعة تحقيق الجزء العاشر: 2006 م.
دار الكتب والوثائق القومية، مركز تحقيق التراث.
6. الفهرست لابن النديم
تحقيق: د. عوني عبد الرءوف، ود. إيمان السعيد جلال (جزآن)
سلسلة الذخائر، العدد 149، 150، الهيئة العامة لقصور الثقافة، القاهرة، 2006م.
- الترجمة

1. الطبقات الكبرى لمحمد بن سعد (8 اجزاء) تحقيق زاخاو ومجموعة من المستشرقين. (ترجمة وتعليق في 586 صفحة) دار التحرير، القاهرة، 1967م - 1968 م.
2. تاريخ الأدب العربي لكارل بروكلمان مشاركة في الترجمة من الألمانية إلى العربية، القسم الأول (1-2)، القسم الرابع (7-8)، الهيئة المصرية العامة للكتاب، 1993م.
3. ملحمة جلجامش ترجمها عن الألمانية: د. عبد الغفار مكاوي، راجعها على الأصل الأكدي وقدم لها: د. عوني عبد الرءوف. الطبعة الأولى: الكويت، 1994م.الطبعة الثانية: القاهرة، 1997م. الطبعة الثالثة: القاهرة، 2003م.
4. ديوان عبيد بن الأبرص تحقيق المستشرق الإنجليزي تشارلز لايل. قدَّم له وأعدَّه للنشر وترجم التعليقات إلى العربية: د. محمد عوني عبد الرءوف. الطبعة الأولى: مركز تحقيق التراث، دار الكتب والوثائق القومية، سلسلة ذخائر التراث العربي من تحقيق المستشرقين (رقم 1)، 2003م. الطبعة الثانية: الأكاديمية الحديثة للكتاب الجامعي، القاهرة، 2009م.
5. ديوان عامر بن الطفيلتحقيق المستشرق الإنجليزي تشارلز لايل. قدَّم له وأعدَّه للنشر وترجم التعليقات إلى العربية: د. محمد عوني عبد الرءوف. الطبعة الأولى: مركز تحقيق التراث، دار الكتب والوثائق القومية، سلسلة ذخائر التراث العربي من تحقيق المستشرقين (رقم 2)، 2003م. الطبعة الثانية : الأكاديمية الحديثة للكتاب الجامعي، القاهرة، 2009م.
6. تاريخ الحكماء... مختصر الزوزني لكتاب إخبار العلماء بأخبار الحكماء للقفطي. تحقيق يوليوس ليبرت. ترجم حواشيه ومقدمته وأضاف إليه : د. محمد عوني عبد الرءوف. مكتبة الآداب، القاهرة، 2008م.

- المشاركة في كتب التعليم العام :

كتاب (الله ليس كمثله شيء) زيجريد هونكه ترجمه د / عوني عبدالرءوف

1. الدراسات اللغوية : النحو والصرف والعروض.. المستوى الرابع لتأهيل المرحلة الابتدائية للمستوى الجامعي (1988 /1989) م (وزارة التربية والتعليم بالاشتراك مع الجامعات المصرية. برامج تأهيل معلمي المرحلة الابتدائية للمستوي الجامعي).
2. التدريبات اللغوية للصف الثالث الثانوي (1991 / 1992) م.
3. القراءة للصف الثالث الثانوي (1992/ 1993) م.
4. اللغة العربية للصف الثالث الثانوي التجاري والفندقي (1992 / 1993)م.
5. التدريبات اللغوية للصف الثالث الثانوي التجاري والفندقي (1992 / 1993)م.
6. تدريس (أو دروس) مقارنة الأديان Kooperativer Religionsunterrichtللصف الحادي عشر / ب Klassenstufe 11/b والصف الثاني عشر / ب Klassenstufe 12 /b دروس مقارنة الأديان للصفين الحادي عشر والثاني عشر (المرحلة الثانوية) بالمدرسة الألمانية الإنجيلية بالقاهرة.

- التقديم للكتب

1. القص بين الحقيقة والخيال. د. مجدي محمد شمس الدين. تقديم د. محمد عوني عبد الرءوف. الطبعة الأولى : القاهرة، 1987م. الطبعة الثانية : الهيئة المصرية العامة للكتاب، مكتبة الأسرة، 2006م.
2. أديب الأسطورة عند العرب.. جذور التفكير وأصالة الإبداع. فاروق خورشيد. مراجعة وتقديم د. محمد عوني عبد الرءوف. سلسلة عالم المعرفة (284)، الكويت، (8/ 2002) م.

### المشاركة في الموسوعات والأعمال الموسوعية

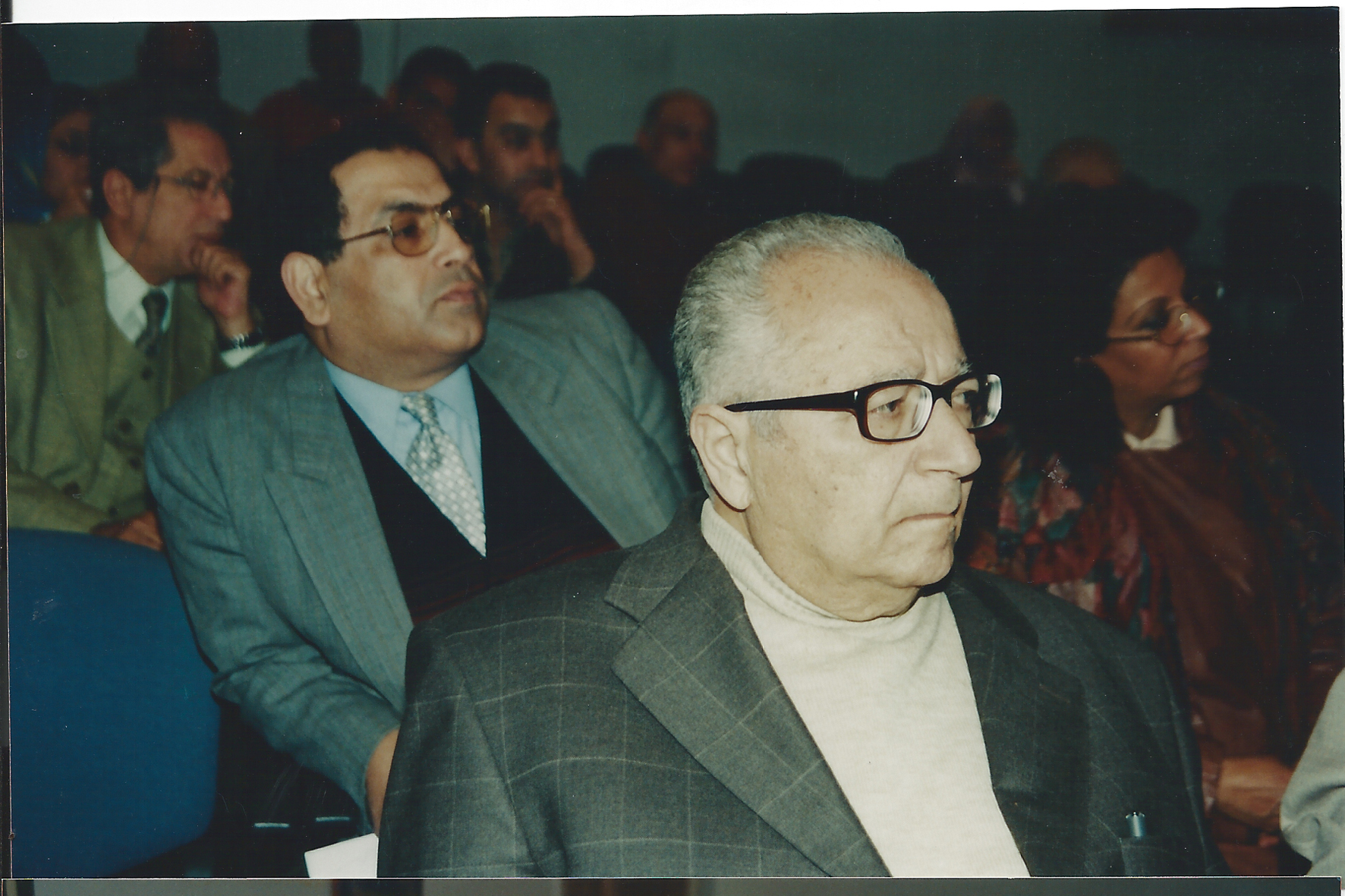
الدكتور عوني في إحدى الاجتماعات

- المشاركة في إعداد واختيار (الروائع في الأدب العربي) التي تصدر عن لجنة الدراسات الأدبية واللغوية.. بالمجلس الأعلى للثقافة. صدر حتى الآن تسعة أجزاء بداية من سنة 1983م.. شارك في جميع الأجزاء - باستثناء الجزء الأول - بهذه المداخل : البكري - ابن جزلة - ابن الحاجب : أبو عمرو عثمان بن عمرو - الدينوري : أبو حنيفة - السخاوي : علي بن محمد الهمداني - أبو علي الشلوبين : عمر بن محمد الأندلسي الإشبيلي - الغافقي - ابن مالك : جمال الدين أبو عبد الله - ابن معط : زين الدين أبو الحسين يحيى - ابن منظور : جمال الدين أبو الفضل الأنصاري - ابن يعيش : أبو البقاء يعيش بن علي.
- المشاركة في (موسوعة أعلام العلماء والأدباء العرب والمسلمين)  التي تصدرها المنظمة العربية للتربية والثقافة والعلوم، وتصدر أجزاؤها تباعا عن دار الجيل ببيروت بهذه المداخل : الأموي الأندلسي : يعيش بن إبراهيم - ابن سماك - ابن بدر : محمد بن عمر بن محمد - البستي : محمد بن حيان - ابن البيطار : ضياء الدين أبو محمد عبد الله المالقي - التادلي : علي بن عبد الله - التادلي : أبو يعقوب يوسف بن يحيى الزيات - جرجي زيدان - ابن جلجل : أبو داود سليمان بن حسان - ابن سعد : محمد بن سعد كاتب الواقدي - ابن سلامة : أبو الحسن ثابت بن قرة - ابن سلمة : أبو طالب المفضل الضبيّ - السمعاني : محمد بن عبد الجبار المروزي - ابن سينا : الشيخ الرئيس أبو علي أبو الحسن - شاكر : محمود محمد - العصفري : خليفة بن خياط - ابن عطاء : واصل - علي بن رضوان : أبو الحسن - ابن المقفع : أبو محمد عبد الله.

بالإضافة إلى اختيار الأساتذة الذين يقومون بكتابة المداخل من مصر وإعداد جدوال بذلك.

### دراسات بالألمانية
1. Anfänge der arabischen Dichtung zwischen Quantität und Qualität بدايات الشعر العربي بين الكم والكيف.
2. aufstand gegen den reim in der arabischen dechtung الثورة على القافية في الشعر العربي
3. das gemeinsame arabisch vor dem islam اللغة العربية المشتركة قبل الإسلام.
4. meine etwas langere schulzeit (in D E O 1953- 1994) فترة عملي بالمدرسة التي طالت قليلا (في كتاب المدرسة الألمانية الإنجيلية الثانوية بالقاهرة / 125 عاما).
5. UBERsetzung :geset nr.103 vom jahre 1961 betrffend die umgestatung der Azhar und ihr angeschlossenen institutionen ترجمة قانون رقم 103 لسنة 1961 م بشأن إعادة تنظيم الأزهر والمعاهد التابعة له إلى اللغة الألمانية.

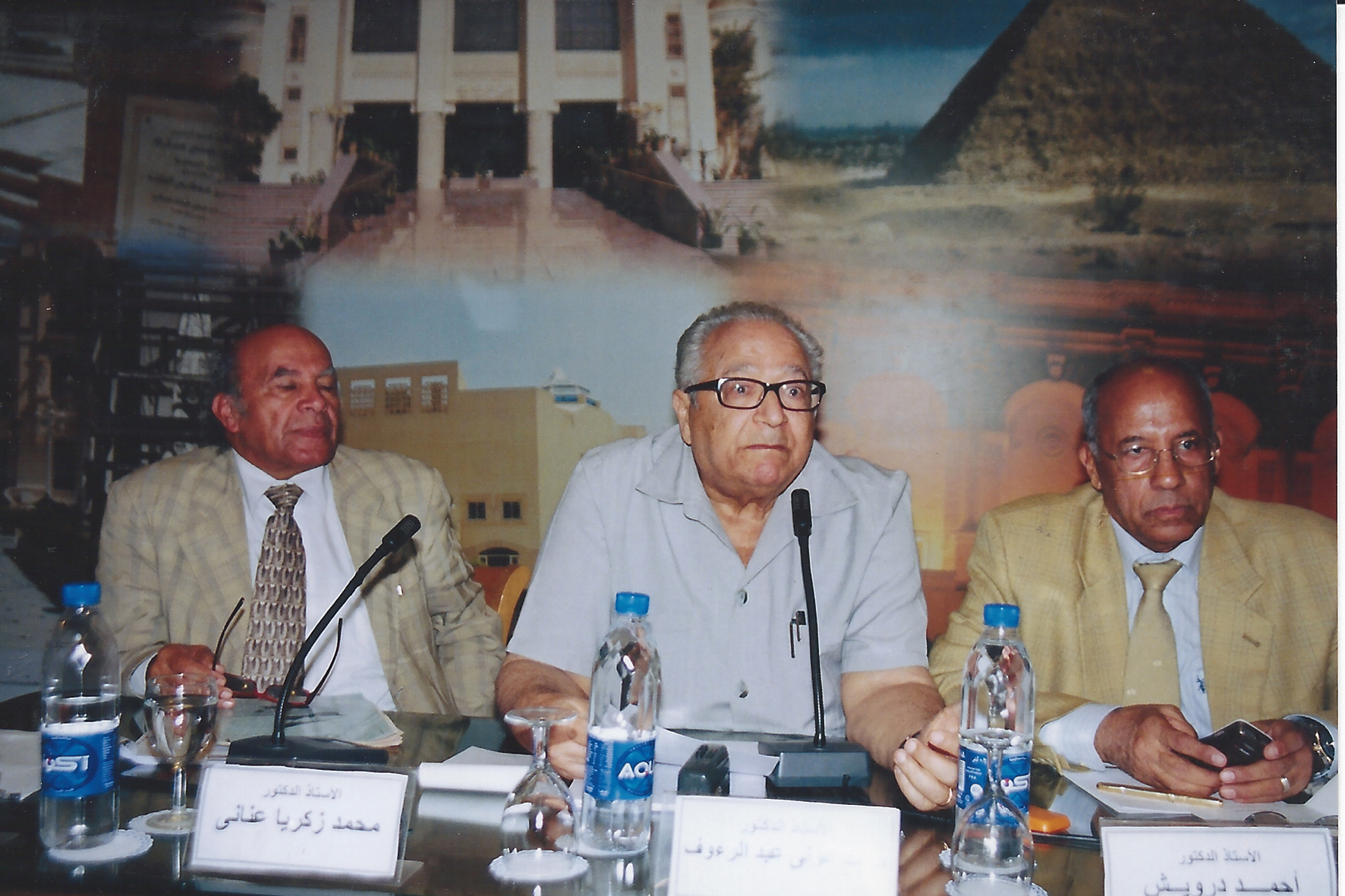
أ.د / عوني عبد الرءوف يجلس عن يمين الدكتور أحمد درويش وعن يمينه الدكتور محمد زكريا عناني

### البحوث والدراسات
- في الجمعية الأدبية المصرية

- كتاب (الشعر الجاهلي) للدكتور محمد النويهي، 1966م.

- ديوان (قال المساء) للشاعرة ملك عبد العزيز، 1967م.

- الترحمة والتخطيط لها، 1967م.

- التمثيلية الأذاعية في ألمانيا، 1969م.

- ترجمة المستشرق الألماني فريدريش ريكرت للقرآن الكريم، ومقامات الحريري عرض وتقديم، 1970م.

- كتاب «فن الترجمة» لمحمد عبد الغني حسن.

- ديوان «قلبي وغازلة الثوب الأزرق» لمحمد إبراهيم أبو سنة.
- في كلية الألسن

- (قوانين الملوك للدكتور عبد السميع محمد أحمد) 

دراسة ألقيت في حفل تأبين الأستاذ الدكتور عبد السميع محمد أحمد عميد الألسن الأسبق في 23 من شهر مارس 1999م.

- المؤتمر القومي للترجمة (الماضي - الحاضر - المستقبل) 25 - 26 من سبتمبر 200م بمناسبة اليوبيل الذهبي لجامعة عين شمس 

شارك برئاسة جلسة : مدرسة رفاعة والترجمة، وإدارة مائدة مستديرة حول ترجمة النصوص الدينية. وصاغ توصيات المؤتمر وألقاها في الجلسة الختامية.

- مؤتمر الترجمة والتنوع الثقافي 1-3 من شهر مارس 2005م 

شارك وأدار مائدة مستديرة حول : دور المستشرقين في تعريف الغرب بالحضارة العربية.
- في المجلس الأعلى للثقافة

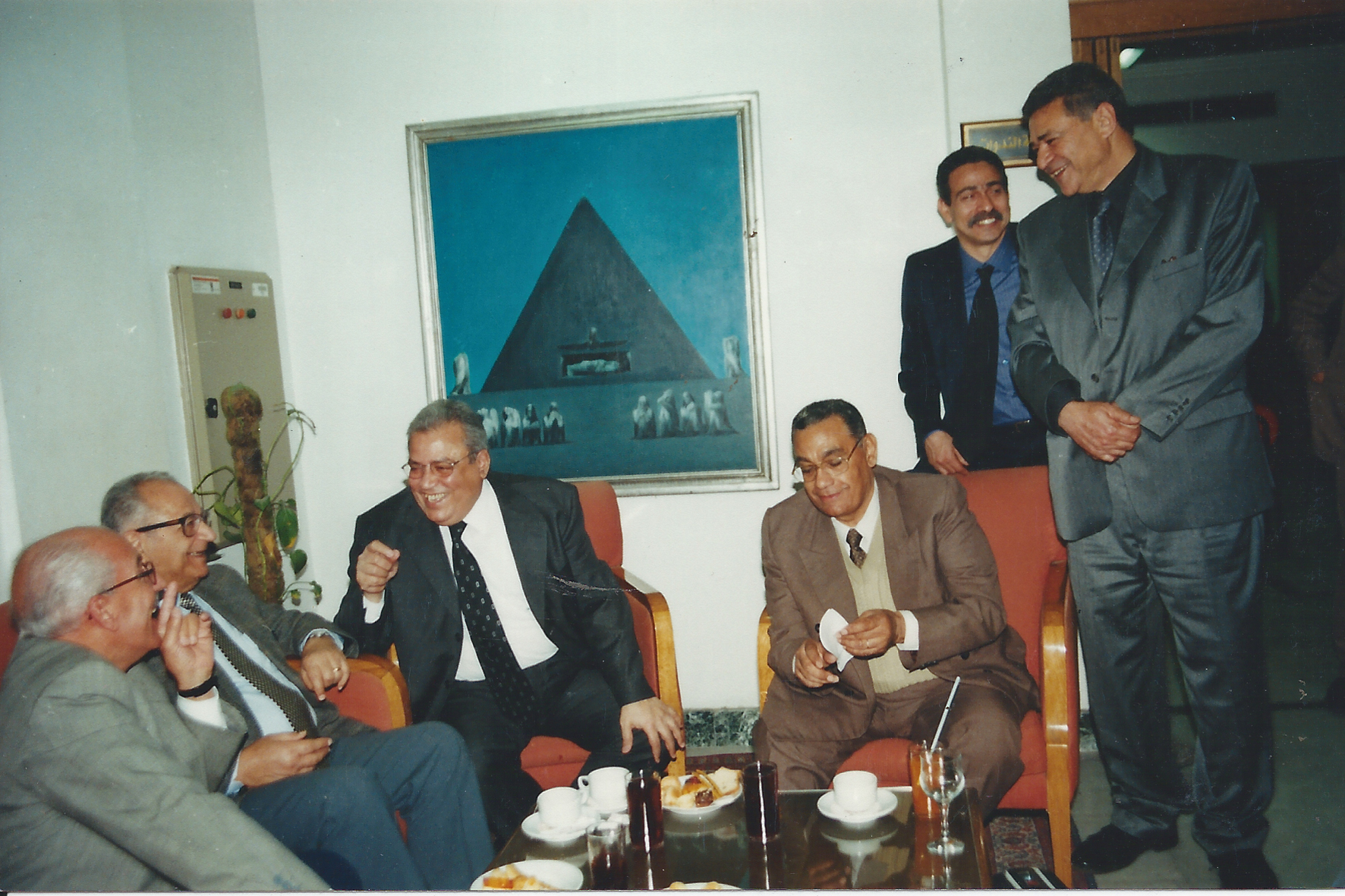
أ.د / عوني عبد الرءوف ويجلس بجواره الدكتور جابر عصفور

- (المستويات اللغوية عند عبد الله النديم)

ندوة : الاحتفال بذكرى مرور مائة عام على وفاة عبد الله النديم (27 - 29 من مايو 1995)م.
- (الاجتهاد في النحو العربي.. رأي الأستاذ أمين الخولي)

ندوة : أمين الخولي.. الأصالة والتجديد (6 - 8 من إبريل 1996) م.
- (حول كتاب في الشعر الجاهلي لطه حسين)

ندوة : سبعون عامًا على كتاب في الشعر الجاهلي لطه حسين (16، 17 / 4 / 1996)م.
- قراءة في كتاب (القصة في الأدب العربي) لمحمود ذهني.

تأبين د.محمود ذهني 1/ 1998 م.
- (قضية الانتحال بين الشك واليقين).

مؤتمر : طه حسين وتأصيل الثقافة العربية الحديثة، بمناسبة مرور خمسة وعشرين عاما على رحيله. (25 -28 / 10 /1998)م.
- (إبراهيم عبد القادر المازني وترجمة الشعر..مترجم أدركته حرفة الأدب).

مؤتمر : إبراهيم المازني إبداع متجدد (28 - 30 / 6 /1999)م.
- (جهود دكتور حسين نصار في مجال الترجمة).

ندوة تكريم الأستاذ الدكتور حسين نصار (2، 3 / 3 / 2002)م.
- (دكتورة نبيلة إبراهيم والترجمة).

مائدة مستديرة لمناقشتها في مشروعها النقدي (أكتوبر 2002)م.
- (فاروق خورشيد أديب مبدع وباحث منصف).

مائدة مستديرة (7 / 5 /2003)م.
- (دكتور طه حسين وإعداد المعلم لتدريس اللغة العربية).

ندوة : طه حسين بعد ثلاثة عقود (22-24 /2 /2004)م.
- (ترجمة ديوان الحماسة لأبي تمام إلى اللغة الألمانية).

الملتقى الدولي الثالث للترجمة / الترجمة ومجتمع المعرفة (11 -14 / 2 /2006)م.
- (تعليم النشء اللغة العربية يحتاج إلى مراجعة).

ندوة : اللغة العربية وقضايا العصر (27، 28 / 12 / 2006)م.
- (عز الدين إسماعيل كما أعرفه).

حلقة بحثية حول الأستاذ الدكتور عز الدين إسماعيل مبدعا وناقدا (17 / 3 /2007)م.
- (إعداد معلم اللغة العربية).

ندوة : اللغة العربية في عصر العولمة (24، 25 / 3 / 2007)م.
- (أحمد كمال زكي وكتاب الأساطير).

حفل تأبين الأستاذ الدكتور أحمد كمال زكي (14 / 4 / 2008)م.

- في المجالس القومية المتخصصة

- إعداد المعلم لتدريس مادة التخصص.

- تقويم الوضع الراهن في إعداد المعلم.

- تجربة المدرسة الألمانية الإنجيلية في العناية بالمتفوقين 

(ورقة قُدِمَتْ للمشرف على المجالس القومية المتخصصة د. عبد القادر حاتم سنة 1994م).

- المشاركة في إعداد المعايير القومية للتعليم في مصر (يوليو 2003م).
- في وزارة التربية والتعليم

- مشكلة الكتاب المدرسي (17 من يناير 1989م).

- الكتاب الخارجي وخطورته على تعليم اللغة العربية وتذوقها.

- الخطط والمناهج والكتب المدرسية.

- إعداد خطط ومناهج (مايو 1999م).
- في المجلس الأعلى للجامعات
- (أسس إعداد برنامج اللغة العربية لغير الناطقين بها).

دراسة ألقيت في : ندوة تدريس اللغة العربية في كليات الجامعات المصرية.

نظمتها لجنة قطاع الآداب والعلوم والدرسات الإنسانية. (10-11 من شهر مايو 1999م).
- (تدريس اللغة العربية لغير المتخصصين في الجامعات المصرية في غير أقسام اللغات بالكليات الإنسانية).

بالاشتراك مع د. إيمان السعيد جلال. دراسة ألقيت في : ورشة تدريس اللغة العربية لغير المتخصصين بالجامعات المصرية. نظمتها لجنة قطاع الآداب والعلوم الإنسانية بجامعة المنيا (26 -27 من شهر مارس 2003م)

### المقالات
- (جماعة 47 والمناخ)، مجلة الكاتب، يناير 1964م.
- (بروكلمان وطبقات ابن سعد)، مجلة الأدب نوفمبر 1968م.
- (طبقات خليفة بن خياط)، مجلة الأدب فبراير 1971م والعدد الذي يليه.
- (الترجمة عند الساميين والعرب)، صحيفة الألسن، ديسمبر 1972م.
- (من تراثنا المغترب : فريدريش ريكرت.. عاشق الأدب العربي)، صحيفة الألسن ديسمبر 1972م.
- (ترجمات ريكرت)، صحيفة الألسن ديسمبر 1973م.
- (إبراهيم عبد القادر المازني وترجمة الشعر العربي)، مجلة الألسن للترجمة، يونيو 2001م.
- (فريدريش ريكرت وترجمة الشعر العربي)، مجلة الألسن للترجمة، يناير 2002م.
- (جهود د. حسين نصار في مجال الترجمة)، مجلة الألسن للترجمة، يونيو 2002 م.
- (ترجمة معاني القرآن الكريم إلى الألمانية)، مجلة الألسن للترجمة، يناير 2003م.
- (الطبقات الكبرى لابن سعد)، مجلة تراثيات، يناير 2003م.
- (بروكلمان وطبقات ابن سعد)، مجلة تراثيات، فبراير 2003م.
- (أنَّا ماري شيمل)، مجلة أدب ونقد، عدد خاص : أنَّا ماري شيمل صديقة الإسلام، مايو 2003 م.
- (ببليوجرافيا المصادر العربية التي حققها المستشرقون أو قاموا بترجمتها)، مجلة الألسن للترجمة، يناير 2004 م.
- (فاروق خورشيد.. دارس مبدع) مجلة المصور، 4 من فبراير 2005 م.

### المحاضرات
- ألقى محاضرات بالخرطوم.. بمعهد الخرطوم لإعداد متخصصين في تعليم اللغة العربية لغير الناطقين بها (8 من أغسطس 1977 - 11 من سبتمبر 1977) م موضوعها : التحليل الصرفي والنحوي.
- عمل أستاذا زائرا بالجامعة العربية ببيروت وألقى محاضرات (أغسطس 1979 م).
- ألقى محاضرات بجامعة بكين بالصين الشعبية (يناير - فبراير 1982) م موضوعها : الثورة على القافية.
- ألقى محاضرات بجامعة فينيا بالنمسا (يونيو 1984) م.
- ألقى محاضرات بجامعة صنعاء باليمن (أبريل 1987 - يونيو 1989 - يونيو 1990) م.
- ألقى محاضرات في مركز تحقيق التراث بدار الكتب المصرية : (حول محققي التراث العربي من المستشرقين) منها :

- (المستشرق أنطوني بيفان)، 2003 م. 

- (جوستاف فليجل وتحقيق كتاب الفهرست لابن النديم)، 2004 م.

## رسائل الماجستير والدكتوراة التي أشرف عليها
ونوقشت جميعها بكلية الألسن - جامعة عين شمس -، أو بكلية أو معهد بجامعة أخرى.

### 1- رسائل الماجستير
1. الإلحاق في اللغة العربية.(فوزي حسن الشايب1978 م) قسم اللغة العربية، كلية الآداب جامعة عين شمس.بالاشتراك مع د/ عبد المنعم إسماعيل.
2. البنية اللغوية لشعر المتلمس الضبعي.(سعيد حسن بحيري 1979م) قسم اللغة العربية، كلية الألسن جامعة عين شمس.
3. مستويات التحليل اللغوي في شعر ذي الرمة. (محمد السيد سليمان العبد 1980) قسم اللغة العربية، كلية الألسن جامعة عين شمس.
4. أسماء الإشارة بين العربية واللغات السامية.(علاء الدين هاشم مخرب الخفاجي 1981م) قسم اللغة العربية، كلية الألسن جامعة عين شمس.بالاشتراك مع الأستاذ الدكتور محمد بحر عبد المجيد.
5. الأبنية اللغوية والنحوية لشعر الأفوه الأودي.(صباح رحيمة فليح العتابي 1981 م) قسم اللغة العربية، كلية الألسن جامعة عين شمس.
6. ديوان سحيم (عبدبني الحسحاس)، دراسة لغوية نحوية.(محمد رجب محمد الوزير 1982 م)قسم اللغة العربية، كلية الألسن جامعة عين شمس.
7. أوجه الخلاف النحوي لدي البصريين حتى نهاية القرن الثالث الهجري.(فكري محمد أحمد سليمان 1982م) قسم اللغة العربية، كلية الألسن جامعة عين شمس.
8. أدوات الاستفهام بين العربية واللغات السامية. (أمينة يس عباس 1984م) قسم اللغة العربية، كلية الألسن جامعة عين شمس.
9. ظاهرة الإبدال بين العربية والعبرية والسريانية (دراسة صوتية).(فاطمة محمد علي عمر 1984م) قسم اللغة العربية، كلية الألسن جامعة عين شمس.
10. دراسة لهجة مركز ناصر - محافظة بني سويف. (السيد محمد أحمد أحمد 1984م) قسم اللغة العربية، كلية الألسن جامعة عين شمس.
11. الأفعال الحلقية بين العربية واللغات السامية. (نهلة حسن السيد إمام 1985م) قسم اللغة العربية، كلية الأللسن جامعة عين شمس.
12. في الأسلوبية - دراسة تطبيقية على دعاء الكروان وأوراق الورد. (محمد نادر عبد الحكيم 1987م) قسم اللغة العربية، كلية الأللسن جامعة عين شمس.
13. قضايا الجملة الطلبية في كتب إعراب القرآن ومعانيه حتى نهاية القرن الرابع الهجري. (نعيم أمين طلبة 1987م) قسم اللغة العربية، كلية الألسن جامعة عين شمس.
14. تركيب الجملة في ديوان الهذليين. (عبد المعبود قاسم 1987م) قسم اللغة العربية، كلية الأللسن جامعة عين شمس.
15. الجملة الفعلية في الاستخدام المعاصر، دراسة تقابلية بين اللغة العربية والهوسا. (محمد محمد عبد المجيد 1985م)قسم اللغات الأفريقية، كلية الألسن جامعة عين شمس.بالاشتراك مع الأستاذة الدكتورة تغريد السيد عنبر.
16. المفرادات العربية في اللغة السواحلية المعاصرة. (مجدي محمد محمد بيومي 1987م) قسم اللغات الأفريقية، كلية الألسن جامعة عين شمس. بالاشتراك مع الأستاذة الدكتورة تغريد السيد عنبر.
17. أسلوب النداء بين اللغة العربية واللغات السامية الشمالية الغربية. (قباري محمد عبده شحاته 1990م) قسم اللغة العربية، كلية الألسن جامعة عين شمس.
18. مصر في أدب الرحالة الإسلاميين. (ماجد مصطفى إبراهيم الصعيدي 1990م) قسم اللغة العربية، كلية الألسن جامعة عين شمس.
19. آثار مصر القديمة في الأدب الإسلامي. (ثناء محمد كيلاني 1992م) قسم اللغة العربية، كلية الألسن جامعة عين شمس.
20. كتاب البخلاء للجاحظ، دراسة أسلوبية لغوية. (سعدية مصطفى محمد مصطفى 1992م)قسم اللغة العربية، كلية الألسن جامعة عين شمس.
21. لغة الحياة اليومية في شعر صلاح عبد الصبور. (صباح حسين عبد الله 1992م) قسم اللغة العربية، كلية الألسن جامعة عين شمس.
22. ألفاظ الحضارة في مؤلف رفاعة الطهطاوي (تخليضص الإبريز في تلخيص باريز). (مها منصور الخولي 1992م)قسم اللغة العربية، كلية الألسن جامعة عين شمس.بالاشتراك مع الأستاذ الدكتور إبراهيم بسيوني.
23. المقال الصحفي عند سلامة موسى، دراسة تحليلة تطبيقية على مقالاته في مجلة الهلال. (إيمان السعيد أبو الحسن جلال 1993م) قسم اللغة العربية، كلية الألسن جامعة عين شمس. بالاشتراك مع الأستاذ الدكترو أحمد حسين الصاوي.
24. شعر عمربن أبي ربيعة، دراسة أسلوبية وتركيبية. (فاطمة علي إبراهيم الصعيدي 1993م)قسم اللغة العربية، كلية الألسن جامعة عين شمس.

### 2- رسائل الدكتوراه
1. مناهج العلماء في علم الصرف وإتجاهاتها. (حسن حمدو علي هنداوي 1978م) قسم اللغة العربية كلية الآداب جامعة عين شمس.بالاشتراك مع الأستاذ الدكتور عبد الهادي زاهر.
2. بناء الجملة الخبرية في رسائل إخوان الصفا.(سعيد حسن بحيري 1983م)قسم اللغة العربية، كلية الألسن جامعة عين شمس. بالاشتراك مع الأستاذ الدكتور فولفديتريش فيشر (قنوات علمية).
3. مفهوم الإسناد وأركان الجملة في كتاب سيبويه. (محمد الدسوقي الزغبي 1983م)قسم اللغة العربية، كلية الآداب جامعة عين شمس بالاشتراك مع الأستاذ الدكتور رمضان عبد التواب، الأستاذ الدكتور فولفديتريش فيشر (قنوات علمية).
4. اللهجات العربية بمعجم لسان العرب، دراسة صوتية. (محمد السيد سليمان العبد1985م) قسم اللغة العربية، كلية الأللسن جامعة عين شمس.
5. اسم الفاعل واسم المفعول من المجرد الثلاثي في العربية واللغات السامية الأخرى. (أمينة يس عباس 1987م) قسم اللغة العربية، كلية الألسن جامعة عين شمس.
6. المفرادات العربية في اللغة السواحلية المعاصرة. (مجدي محمد بيومي 1987م) قسم اللغات الإفريقية، كلية الألسن جامعة عين شمس.بالاشتراك مع الأستاذة الدكتورة تغريد السيد عنبر.
7. كتاب المغازي للواقدي دراسة نحوية.(محمد رجب الوزير 1989م)قسم اللغة العربية، كلية الألسن جامعة عين شمس. الاشتراك مع الأستاذ الدكتور فولفديتريش فيشر (قنوات علمية).
8. القضايا النحوية عند ابن جني.(إبراهيم محمد عبد الباري 1988م) قسم اللغة العربية، كلية الألسن جامعة عين شمس. بالاشتراك مع الأستاذ الدكتور محمود فهمي حجازي.
9. دراسة الإبدال في الاسم بين العربية واللغتين الساميتين العبرية والسريانية. (فاطمة محمد علي عمر 1992م)قسم اللغة العربية، كلية الألسن جامعة عين شمس.
10. حركة نقد الشعر في مصر بداية من النصف الثاني من القرن العشرين بين النظرية والتطبيق. (هدى وصفي حميدة 1992م)قسم اللغة العربية، كلية الألسن جامعة عين شمس.
11. اتصال الضمائر بالأفعال المعتلة في اللغة العربية واللغات السامية الأخرى، دراسة لغوية صوتية.(نهلة حسين السيد إمام 1993م) قسم اللغة العربية، كلية الألسن جامعة عين شمس.
12. صيغ الدعاء في القرآن وترجمتها في اللغة الألمانية، دراسة أسلوبية تقابلية.(نعيم أمين طلبة 1995م)قسم اللغة العربية، كلية الألسن جامعة عين شمس..بالاشتراك مع الأستاذ الدكتور أحمد كمال صفوت.
13. الوصف في اللغة العربية، دراسة مقارنة باللغات السامية الأخرى. (قباري محمد عبده شحاته 1995م)قسم اللغة العربية، كلية الألسن جامعة عين شمس.
14. المقال النضالي في الصحف المصرية من سنة 1945م إلى سنة 1952م، دراسة لغوية أسلوبية.(إيمان السعيد أبو الحسن جلال 1996م)قسم اللغة العربية، كلية الألسن جامعة عين شمس.بالاشتراك مع الأستاذ الدكتور أحمد حسين الصاوي.
15. قصص يحيى الطاهر عبد الله القصيرة، دراسة لغوية أسلوبية.(صباح حسين عبد الله 1996م) قسم اللغة العربية، كلية الألسن جامعة عين شمس.
16. لغة النقوش الصفوية وصلتها بلهجة أهل البادية الشمالية الأردنية، دراسة مقارنة.(زياد عبد الله طلافحة 1996م) معهد البحوث والدراسات العربية / جامعة الدول العربية.
17. البناء اللغوي في إبداع يحيى حقي، دراسة لغوية أسلوبية.(خيرية يحيى عطا الله أحمد 1998م)قسم اللغة العربية، كلية الألسن جامعة عين شمس.
18. لغة المسرح الإسرائيلي المعاصر، نصوص الحرب والسلام من 1948- 1993م، دراسة لغوية أسلوبية.(منصور عبد الوهاب منصور 1998م)قسم اللغات السامية، كلية الألسن جامعة عين شمس.
19. التوجيه الإعرابي وتعدد الدلالة في القرآن الكريم.(السيد محمد أحمد أحمد 1999م)قسم اللغة العربية، كلية الألسن جامعة عين شمس.بالاشتراك مع الأستاذ الدكتور محمود فهمي حجازي.
20. التشكيل اللغوي للأنماط البنائية في كتاب طوق الحمامة لابن حزم، دراسة أسلوبية نصية. (فاطمة علي إبراهيم الصعيدي 1999م)قسم اللغة العربية، كلية الألسن جامعة عين شمس.بالاشتراك مع الأستاذ الدكتور محمد العبد.
21. البناء اللغوي لمسرحيات يوسف إدريس، دراسة أسلوبية.(مها منصور مصطفى الخولي 2000م)قسم اللغة العربية، كلية الألسن جامعة عين شمس. بالاشتراك مع الأستاذ الدكتور محمد العبد.

## وصلات خارجية
- الملف على موقع جامعة عين شمس
- عوني عبد الرؤوف على موقع أرشيف الشارخ.
- ملتقى الدكتور عوني عبدالرءوف  على فيسبوك.